# Sven Andersson (kierowca)
Sven Andersson (ur. 20 lipca 1918 w Örebro, zm. 1 lipca 2009) – szwedzki kierowca wyścigowy, inżynier.

## Biografia
W 1947 roku wraz z Bengtem Petersonem (ojcem Ronniego) założył markę Swebe, produkującą samochody wyścigowe. Pierwszy taki samochód był napędzany silnikiem DKW 800 cm³ i nie okazał się udaną konstrukcją, dlatego wspólnicy wybudowali w 1948 nowy model, oparty na Effyhu. Samochodem tym Andersson odniósł zwycięstwa w takich wyścigach, jak Gislaved, Hedemora, Lindalsbacken, Österäng, Röforsloppet, Eskilstuna i Norlingsbergsbacken. W związku z rozwojem Effyhów i Cooperów w Szwecji Andersson w kolejnych latach nie odnosił już tylu zwycięstw, chociaż w 1949 zdołał wygrać zawody Ombergsloppet, natomiast w 1954 zwyciężył w Hälsingland i Eslöv. W 1955 roku Andersson zmienił samochód na Coopera; zajął nim m.in. trzecie miejsce w Grand Prix Szwecji 1955. W latach 1956–1959 Szwed wygrał dwanaście wyścigów, z czego dziewięć na Roskilderingu. Od 1961 roku Andersson używał Loli Mk2, którą zajął szóste miejsce w klasyfikacji Formuły Junior w 1962 roku. W 1963 roku nastąpiła zamiana samochodu na Coopera T59, co zaowocowało trzecim miejscem w klasyfikacji cyklu. W 1964 roku Andersson był z kolei czwarty w Szwedzkiej Formule 3, a w sezonie 1965 – szósty. 

## Wyniki
| Legenda oznaczeń w tabelach wyników Wyświetl szablon na nowej stronie | Legenda oznaczeń w tabelach wyników Wyświetl szablon na nowej stronie                                                                     |
| Oznaczenie                                                            | Wyjaśnienie |
| --------------------------------------------------------------------- | --- |
| Złoty                                                                 | Zwycięzca lub mistrzostwo |
| Srebrny                                                               | 2. miejsce lub wicemistrzostwo |
| Brązowy                                                               | 3. miejsce lub II wicemistrzostwo |
| Zielony                                                               | Ukończył, punktował (w klasyfikacji generalnej, gdy zdobył co najmniej jeden punkt na przestrzeni sezonu, poza trzema powyższymi opcjami) |
| Niebieski                                                             | Ukończył, nie punktował (w klasyfikacji generalnej, gdy nie zdobył co najmniej jednego punktu na przestrzeni sezonu)                      |
| Czerwony                                                              | Nie zakwalifikował się (NZ) |
| Czerwony                                                              | Nie prekwalifikował się (NPK) |
| Różowy                                                                | Nie ukończył (NU) |
| Różowy                                                                | Niesklasyfikowany (NS) (w klasyfikacji generalnej, gdy nie został sklasyfikowany w żadnym wyścigu sezonu)                                 |
| Czarny                                                                | Zdyskwalifikowany (DK) |
| Czarny                                                                | Wykluczony (WYK/EX) |
| Biały                                                                 | Nie wystartował (NW) |
| Biały                                                                 | Kontuzjowany (K/INJ) |
| Biały                                                                 | Wyścig odwołany (OD/C) |
| Bez koloru                                                            | Został wycofany (WYC/WD) |
| Bez koloru                                                            | Nie przybył (NP/DNA) |
| Bez koloru                                                            | Nie brał udziału w treningach (NT/DNP) |
| Bez koloru                                                            | Nie został zgłoszony (–) |
| Pogrubienie                                                           | Start z pole position |
| Kursywa                                                               | Najszybsze okrążenie wyścigu |
| †                                                                     | Nie ukończył, ale jego rezultat został zaliczony ze względu na przejechanie więcej niż 90% dystansu wyścigu.                              |
| *                                                                     | Sezon w trakcie |
| 1/2/3                                                                 | Punktowana pozycja w sprincie kwalifikacyjnym                                                                                             |
| Lista systemów punktacji Formuły 1                                    | |

### Szwedzka Formuła 3
W latach 1961–1963 mistrzostwa rozgrywano według przepisów Formuły Junior.
| Rok  | Zespół      | Samochód   | Silnik | Wyniki w poszczególnych eliminacjach | Wyniki w poszczególnych eliminacjach | Wyniki w poszczególnych eliminacjach | Wyniki w poszczególnych eliminacjach | Wyniki w poszczególnych eliminacjach | Wyniki w poszczególnych eliminacjach | Wyniki w poszczególnych eliminacjach | Pkt. | Msc. |
| ---- | ----------- | ---------- | ------ | ------------------------------------ | ------------------------------------ | ------------------------------------ | ------------------------------------ | ------------------------------------ | ------------------------------------ | ------------------------------------ | ---- | ---- |
| 1962 |             |            |        | Szwecja                              | Szwecja                              | Szwecja                              | Szwecja                              | Szwecja                              |                                      |                                      | 6    | 6    |
| 1962 | Örebro BMCK | Lola Mk2   | Ford   | 4                                    | -                                    | 5                                    | 6                                    | 4                                    |                                      |                                      | 6    | 6    |
| 1963 |             |            |        | Szwecja                              | Szwecja                              | Szwecja                              | Szwecja                              | Szwecja                              |                                      |                                      | 10   | 3    |
| 1963 | Örebro BMCK | Cooper T59 | Ford   | NU                                   | NU                                   | 5                                    | 5                                    | 5                                    |                                      |                                      | 10   | 3    |
| 1964 |             |            |        | Szwecja                              | Szwecja                              | Szwecja                              | Szwecja                              | Szwecja                              |                                      |                                      | 12   | 4    |
| 1964 | Örebro BMCK | Cooper T65 | Ford   | 5                                    | -                                    | -                                    | -                                    | -                                    |                                      |                                      | 12   | 4    |
| 1964 | Örebro BMCK | Cooper T59 | Ford   | -                                    | 3                                    | 10                                   | -                                    | NU                                   |                                      |                                      | 12   | 4    |
| 1964 | Örebro BMCK | Cooper T59 | BMC    | -                                    | -                                    | -                                    | 2                                    | -                                    |                                      |                                      | 12   | 4    |
| 1965 |             |            |        | Szwecja                              | Szwecja                              | Szwecja                              | Szwecja                              | Szwecja                              |                                      |                                      | 6    | 6    |
| 1965 | Örebro BMCK | Cooper T59 | Ford   | 4                                    | 5                                    | NW                                   | -                                    | NP                                   |                                      |                                      | 6    | 6    |
| 1966 |             |            |        | Szwecja                              | Szwecja                              | Szwecja                              | Szwecja                              | Szwecja                              | Szwecja                              | Szwecja                              | 0    | NS   |
| 1966 | Örebro BMCK | Swebe      | Ford   | -                                    | -                                    | -                                    | -                                    | ?                                    | NP                                   | 7                                    | 0    | NS   |

### Wschodnioniemiecka Formuła 3
| Rok  | Zespół         | Samochód   | Silnik | Wyniki w poszczególnych eliminacjach | Wyniki w poszczególnych eliminacjach | Wyniki w poszczególnych eliminacjach | Wyniki w poszczególnych eliminacjach | Wyniki w poszczególnych eliminacjach | Wyniki w poszczególnych eliminacjach | Pkt. | Msc. |
| ---- | -------------- | ---------- | ------ | ------------------------------------ | ------------------------------------ | ------------------------------------ | ------------------------------------ | ------------------------------------ | ------------------------------------ | ---- | ---- |
| 1958 |                |            |        |                                      |                                      |                                      |                                      |                                      |                                      | 0    | NS   |
| 1958 | Sven Andersson | Cooper T42 | Norton | -                                    | NU                                   | -                                    | -                                    | -                                    | -                                    | 0    | NS   |